# Pablo González Díaz
Pablo González Díaz (Puebla de Zaragoza, Puebla, México; 7 de julio de 1992) es un futbolista mexicano, juega como Mediocampista y actualmente juega en el Tlaxcala F.C. de la Liga de Expansión MX.

## Trayectoria
González proviene de la ciudad de Puebla y es canterano del club local Club Puebla, cuya selección absoluta fue integrada a los diecinueve años por el técnico uruguayo Daniel Bartolotta. Jugó su primer partido en ella en julio de 2012 en la Copa Nacional (Copa MX), pero debutó en la Liga MX recién el 17 de agosto de 2012 en una derrota por 3-0 con Monarcas Morelia. En la temporada de otoño, Apertura 2014 llegó a la final de la Copa MX con su equipo.

## Clubes
| Club                              | País   | Año             |
| --------------------------------- | ------ | --------------- |
| Club Puebla                       | México | 2012-2015       |
| Cafetaleros de Tapachula (Cesión) | México | 2015-2016       |
| Club Puebla                       | México | 2016-2020       |
| Atlas F.C.                        | México | 2021            |
| Deportivo Toluca F.C.             | México | 2021-2022       |
| Club Puebla                       | México | 2022-2025       |
| Tlaxcala F.C.                     | México | 2025 - Presente |